# Riđoleđa mišjakinja
Riđoleđa mišjakinja (lat. Colius castanotus) je vrsta ptice iz porodice mišjakinja. 

## Opis
Duga je oko 35 centimetara, a teška je između 45 i 60 grama. Leđa su joj karakteristične smećkasto-crvene boje. Ostatak tijela je cimetasto-smeđe boje. Trbuh je blijedo-zlatan.

## Životne navike i rasprostranjenost
Riđoleđa mišjakinja je frugivorna ptica, hrani se isključivo hranom biljnog podrijetla, točnije lišćem i plodovima. Let joj je dosta lagan i spor zbog velike duljine repa, koji zauzima otprilike jednu polovinu duljine tijela. Živi u skupinama koje se sastoje od pet do osam jedinki.
Rasprostranjena je u Angoli i Demokratskoj Republici Kongo. Nema nijednu podvrstu. Populacija joj još nije poznata, ali prema nekim izvještajima, udomaćena je u ograničenom području. 

## Razmnožavanje
Gnijezdo je neuredno, oblika šalice. Napravljeno je od biljnog ili životinjskog materijala (perje) te ispunjeno lišćem. Obično se nalazi skriveno među raslinjem, ali ponekad je i blizu tla. U njegovu pravljenju sudjeluju i mužjak i ženka. Jaja su obično svjetlije boje. U gnijezdu se nalazi obično 2-5 jaja, koja inkubiraju oba spola dva do tri tjedna. Ptići obično nauče letjeti 17 dana nakon izlijeganja iz gnijezda.

## Vanjske poveznice
|  | Zajednički poslužitelj ima još gradiva o temi Colius castanotus |
|  | Wikivrste imaju podatke o taksonu Colius castanotus             |

1. ↑  Rječnik standardnih hrvatskih ptičjih naziva (PDF). HAZU. Zavod za orntologiju HAZU. 2018